# Osiedle Mieszka I (Bielsko-Biała)
Osiedle Mieszka I – osiedle mieszkaniowe w Bielsku-Białej położone w północnej części Górnego Przedmieścia w obrębie ulic Bolesława Krzywoustego, Mieszka I, Piastowskiej i Wita Stwosza. Wybudowane zostało w latach 1957–1961 jako czwarty powojenny zespół mieszkaniowy w mieście – Zakładowe Osiedle Robotnicze nr 4 (ZOR IV). Do 1990 nosiło imię Aleksandra Zawadzkiego.
Zabudowę blokową osiedla uzupełniają domy jednorodzinne, w tym niektóre przy ulicy Wita Stwosza i zachodnim odcinku ulicy Mieszka I wzniesione już przed II wojną światową, a także:
- szkoła tysiąclecia[1] – pierwotnie Szkoła Podstawowa nr 16, później Gimnazjum nr 16, obecnie oddział Szkoły Podstawowej nr 3
- gmach starostwa powiatowego powiatu bielskiego i delegatury Śląskiego Urzędu Wojewódzkiego – pierwotnie siedziba władz województwa bielskiego
- budynek urzędowy przy ulicy Piastowskiej 44, który mieści (stan 2022) delegaturę Kuratorium Oświaty[3], oddział Urzędu Statystycznego[4], Polubowny Sąd Konsumencki[5] i filię Powiatowej Poradni Psychologiczno-Pedagogicznej[6]

Obsługę komunikacyjną zapewnia ulica Piastowska i przystanek Piastowska Starostwo Powiatowe obsługiwany przez siedemnaście linii MZK Bielsko-Biała (stan 2022), a także autobusy Komunikacji Beskidzkiej oraz prywatnych przewoźników w kierunku Jaworza, Jasienicy, Strumienia i Cieszyna. W pobliżu osiedla znajduje się przystanek kolejowy Bielsko-Biała Górne na trasie Bielsko-Biała – Cieszyn, od 2009 niewykorzystywany w ruchu pasażerskim.
Od 2002 istnieje jednostka pomocnicza gminy o nazwie Osiedle Mieszka I obejmująca właściwe osiedle oraz przyległe tereny. Jej granice wyznaczają:
- na północy – ulica Sierpniowa i Pod Grodziskiem

- na wschodzie – ulica Listopadowa
- na południu – ulica Piastowska
- na zachodzie – linia biegnąca pomiędzy parcelami przynależnymi do ulicy Mieszka I i Spokojnej a przynależnymi do ulicy Żółkiewskiego

W tym drugim znaczeniu do osiedla wliczają się więc dodatkowo kwartały zabudowy jednorodzinnej w rejonie ulicy Karłowicza, Spokojnej i Tarninowej, zespół bloków deweloperskich Zielony Zakątek przy ulicy Asnyka i siedziba Regionu Podbeskidzie NSZZ „Solidarność” (Asnyka 19).